# بخش رودبار قصران
بخش رودبار قصران یکی از بخش‌های شهرستان شمیرانات در استان تهران ایران است.
مرکز این بخش، شهر اوشان، فشم، میگون می‌باشد. شهر شمشک-دربندسر از دیگر شهرهای این بخش است.

## جمعیت
بنابر سرشماری مرکز آمار ایران، جمعیت بخش رودبار قصران شهرستان شمیرانات در سال ۱۳۹۵ برابر با ۱۷٬۴۱۹ نفر بوده‌است. در این آمار جمعیت شهر تجریش حساب نشده‌است. جمعیت تجریش به عنوان بخشی از جمعیت تهران شمارش شده‌است. زبان منطقه قصران به دو بخش باید تقسیم شود. زبان بومیان شمال و شمال شرق منطقه بخش درونی قصران نزدیکی بسیار زیادی به زبان مازندرانی دارد. گویش منطقه جنوبی از اوشان در مرکز تا بالا جاجرود و تجریش در جنوب شمیران به گونه ای فارسی-مازندرانی است و ویژگی های زبان‌های کاسپین را دارد. حسین کریمان در جلد دوم کتاب قصران کوهسران آورده‌است: منطقه قصران باستانی شامل مناطق اوشان، فشم، میگون، دربندسر، گاجره و روستاهای کوهپایه‌ای توچلال تا مناطق غربی رودخانه جاجرود. زبان عمومی مردم قصران لهجه‌ای از زبان باستانی پهلوی است که زبان طبری یا مازندرانی، که از ریشهٔ زبانهای دیرین ایرانی است، و عربی و اندکی ترکی، بدان درآمیخته و از زبان دری نیز در قرون اسلامی تأثیر یافته‌است، و هر چه از ری به مازندران نزدیک تر شوند بر میزان زبان مازندرانی به همان نسبت افزوده می‌شود، چنان‌که در لهجهٔ میگون و شهرستانک،  سرک و لالان و زایگان و روته و گرمابدر و شمشک و دربندسر لهجهٔ مازندرانی غلبه دارد.

## تفاوت رودبارقصران با قصران
رودبار در زبان فارسی به معنی ساحل رود است و علت نامگذاری رودبارقصران وجود سرشاخه‌های اصلی رودخانه جاجرود و امتداد آن در دره‌های رودبارقصران است. مشابه این نام در سایر دامنه‌های جنوبی رشته کوه البرز نیز وجود دارد، مانند شهرستان رودبار زیتون (منجیل)، رودبار الموت و غیره. اضافه شدن قصران به رودبار در این ترکیب اسمی از نوع اضافه تخصیصی است یعنی این منطقه رودبار که خود جزوی از اجزای دیگر منطقه بزرگ قصران است برای رفع هر تشابه اسمی با مناطق همنام(رودبار) به صورت رودبارقصران نامگذاری شده‌است و نباید آن را معادل تمام مساحت منطقه قصران دانست بلکه بخشی بالنسبه کوچک از کل قصران است. قصران که معرب کوهسران است منطقه‌ای بسیار تاریخی و وسیع بوده که شامل دو بخش درونی یا علیا و بیرونی یا سفلی بوده‌است که بخش درونی آن شامل لواسانات، رودبارقصران، بومهن، بخش جاجرود، دهستان سیاهرود تهران و بخش‌هایی از شهرستان کرج مثل آسارا، شهرستانک، سرک و دیزین بوده که در گذشته و اکنون نیز در عرف بین مردم بیشتر به لواسانات معروف بوده‌است چنان‌که محمدحسن خان صنیع الدوله از بزرگان عصر ناصری و دربار قاجار در خصوص حدود قصران علیا در کتاب مرآت البلدان می‌نویسد: «قصران علیا همین لواسانات را می‌گویند که از گردنه قوچک طرف شمال جلگه تهران که شخص سرازیر شد از رودخانه جاجرود عبور نموده سمت شمال این رودخانه اول بلوک لواسانست که بدو لواسان تقسیم شده: لواسان بزرگ و لواسان کوچک و این لواسانات را حالا هم قصران علیا می‌گویند.». بنابراین رودبار ِقصران، لواسان کوچک ِ قصران، لواسان بزرگ ِ قصران، سیاهرود ِ‌قصران و شمیران ِ قصران و غیره از اجزای قصران محسوب میگردند و اینکه گاهی رودبارقصران را با کل قصران اشتباه می‌گیرند ناشی از عدم اطلاع از تاریخ و جغرافیای قصران است. بخش بیرونی قصران شهر تهران (بجز شهرری یعنی تا سرحد دروازه غار با ری)، شهر شمیران، کن و سلوقان را شامل می‌شد. تهران (طهران) قبل از پایتخت شدن و قبل از رونق گرفتن یعنی پیش از حمله مغولان که منجر به ویرانی شهر ری و مهاجرت بازماندگان آن به تهران شد یکی از روستاهای کم‌اهمیت قصران بیرونی به حساب می‌آمده‌است.

## تقسیمات کشوری
- بخش رودبار قصران
  - دهستان رودبار قصران

شهرها: شهر اوشان فشم میگون و شهر شمشک
روستاها:
- پس قلعه
- آبنیک
- آهار
- ایگل
- امامه
- امین آباد
- باغ گل
- حاجی‌آباد
- حدادیه
- دره جوزار
- روته
- رودک
- زایگان
- زردبند - نیمی از زردبند متعلق به لواسان و نیمی دیگر متعلق به رودبارقصران است
- کلوگان
- کمرخانی
- گرمابدر
- لالان

## چشمه‌های رودبارقصران
چشمه ابک در شمال شرقی میگون - چشمه اهنگرک بالا در آهنگر میگون - چشمه اهنگرک پائین در اهنگرک میگون - چشمه الرگنو (هلرگنو الرگ دره محله جیرود شهر شمشک - چشمه امام زاده جعفر در لالون - چشمه امبارنو در محله دربندسر شهر شمشک - چشمه باغ بالا در میگون - چشمه بره چر در محله دربندسر شهر شمشک - چشمه بلمنو در روستای گرمابدر - چشمه به زر گرلش در روستای گرمابدر - چشمه پاچرکا در اوشان - چشمه پس بند در میگون - چشمه تودله در روستای جیرود - چشمه تونل دولتی مالدار در محله دربندسر شهر شمشک - چشمه تونل یک در محله دربندسر شهر شمشک - چشمه جورا در روستای کلوگان - چشمه جوزدار گنتون در میگون - چشمه چال آقا در روستای لالون - چشمه چهار زنجیری در روستای لالون - چشمه خاتون بارگاه روستای گرمابدر -چشمه خربزدره در شمال میگون - چشمه خونی یک در روستای ابنیک - چشمه دره توچال در روستای اهار -